# Sarah Freeman (skieuse)
Pour les articles homonymes, voir Sarah Freeman et Freeman.
Sarah Freeman, née le 29 avril 1992 à Calgary en Alberta, est une skieuse alpine canadienne. Elle skie pour l'équipe de ski de la Colombie-Britannique depuis 2007. En 2011, elle s'est classée seconde parmi les femmes pour la descente, première junior, aux championnats canadiens GMC à Nakiska,.